# Ропухи (Польща)
Ропухи (пол. Ropuchy, нім. Roppuch) — село в Польщі, у гміні Пельплін Тчевського повіту Поморського воєводства.
Населення — 308 осіб (2011).
У 1975-1998 роках село належало до Гданського воєводства.

## Демографія
Демографічна структура станом на 31 березня 2011 року:
|          | Загалом | Допрацездатний вік | Працездатний вік | Постпрацездатний вік |
| -------- | ------- | ------------------ | ---------------- | -------------------- |
| Чоловіки | 154     | 43                 | 101              | 10                   |
| Жінки    | 154     | 46                 | 89               | 19                   |
| Разом    | 308     | 89                 | 190              | 29                   |